# Andrena regularis
Andrena regularis är en biart som beskrevs av Malloch 1917. Andrena regularis ingår i släktet sandbin, och familjen grävbin. Inga underarter finns listade i Catalogue of Life.